# Leveillula taurica
Leveillula taurica (Lév.) G. Arnaud – gatunek grzybów należący do rzędu rodziny mączniakowatych (Erysiphaceae).

## Systematyka i nazewnictwo
Pozycja w klasyfikacji według Index Fungorum: Leveillula, Erysiphaceae, Erysiphales, Leotiomycetidae, Leotiomycetes, Pezizomycotina, Ascomycota, Fungi.
Po raz pierwszy takson ten zdiagnozował w 1851 roku Joseph Henri Léveillé nadając mu nazwę Erysiphe taurica. Obecną, uznaną przez Index Fungorum nazwę nadał mu w 1921 roku Gabriel Arnaud, przenosząc go do rodzaju Leveillula.
Ma ponad 30 synonimów. Niektóre z nich:
- Acrosporium obductum (Ellis & Langl.) Sumst. 1913
- Leveillula cistacearum Golovin 1956
- Leveillula compositarum Golovin 1956
- Leveillula malvacearum Golovin 1956
- Leveillula solanacearum Golovin 1956
- Oidiopsis boraginaceis Golovin 1956

Uważa się, że Leveillula taurica to gatunek zbiorowy, złożony z wielu odmian i form.

## Morfologia
Grzyb mikroskopijny. Grzybnia rozwija się na powierzchni liści, łodyg i kwiatostanów roślin, ale przenika także do tkanek żywiciela. Na powierzchni wygląda jak biały, mączysty nalot, jest gęsto zbita, czasami skorupiasta, tworzy rozproszone plamki lub duże plamy, czasami zajmujące całą powierzchnię rośliny. Strzępki proste, gęsto splecione, krótkie, niewyraźnie rozgałęzione, bezbarwne do oliwkowobrązowych.
Klejstotecja zazwyczaj rozproszone, rzadziej w grupach, często nieco osadzone w gęstej powierzchownej grzybni. Mają średnicę 135–250 μm, są kuliste, w stanie dojrzałym wklęsłe. Ściana zbudowana z wielokątnych komórek o średnicy do 10 μm. Przyczepki liczne. W każdym z klejstotecjów jest zazwyczaj około 20, maksymalnie do 35, dwuzarodnikowych, jajowatych, wyrastających na wyraźnych trzonkach. Worek o rozmiarach 70–110 × 25–40 μm. Askospory duże, cylindryczne do gruszkowatych, czasem lekko zakrzywione, zmiennej wielkości, o rozmiarach 25–40 × 12–22 μm.

## Cykl życiowy
Podobny jak u innych mączniakowców. Przezimowują na dziko rosnących roślinach i na resztkach pożniwnych fragmenty grzybni z klejstotecjami (a właściwie ich odmianą zwaną chasmotecjum). Powstające w nich zarodniki płciowe zwane askosporami przenoszone przez wiatr dokonują infekcji pierwotnej. Kiełkują na powierzchni rośliny wypuszczając długą strzępkę rostkową wrastającą do tkanek żywiciela. Na rozwijającej się w nim grzybni wytwarzane są zarodniki bezpłciowe – konidia, które roznoszone przez wiatr rozprzestrzeniają chorobę, dokonując infekcji wtórnej.

## Występowanie i siedlisko
Rozpowszechniany jest w ciepłych i suchych obszarach Afryki, Azji, w Ameryce Południowej, Europie Południowej i zachodniej części Ameryki Północnej, ale najbardziej w rejonie Morza Śródziemnego, w Europie Środkowej i na Bliskim Wschodzie. W piśmiennictwie polskim podano jego występowanie m.in. na kocankach piaskowych (Helichrysum arenarium) i na pomidorze zwyczajnym (Solanum lycopersicum).
Przystosowany jest do życia w warunkach kserotermicznych, najlepiej rozwija się przy słonecznej i ciepłej pogodzie. Zarodniki kiełkują tylko podczas wilgotnej pogody, ale wystarcza im do tego rosa nocna. Pasożyt obligatoryjny mniej wyspecjalizowany, niż inne gatunki mączniakowców, rozwija się na wielu gatunkach roślin należących do wielu rodzin.

## Znaczenie
Atakuje wiele gatunków roślin wywołując u nich chorobę o nazwie mączniak prawdziwy, często wraz z innymi gatunkami mączniakowców. U roślin z rodziny baldaszkowatych wraz z Erysiphe heraclei wywołuje chorobę o nazwie mączniak prawdziwy baldaszkowatych, u bawełny chorobę mączniak prawdziwy bawełny. U cebuli i czosnku wywołuje mączniaka prawdziwego cebuli, ale może atakować także ogórki, paprykę, bakłażany i pomidory. W obrębie gatunku wyróżniono wiele form przystosowanych do pasożytowania na określonych gatunkach roślin.